# 大日本帝国憲法第12条
大日本帝国憲法第12条（だいにほん/だいにっぽん ていこくけんぽう だい12じょう）は、大日本帝国憲法第1章にある、天皇大権の一つである陸海軍の編制大権を規定した条項である。
この条文等の解釈を巡って、ロンドン海軍軍縮会議の際に、いわゆる統帥権干犯問題が起こった。

## 現代風の表記
天皇は、陸海軍の編制及び常備兵額を定める。

## 解説
本条の大権は、統帥権とは異なり、帷幄の大権に属するものではなく、政務上の大権に属するから、内閣がその輔弼の責めに任ずべきものである。ただし、軍隊の内部的編制、軍隊内部の教育及び紀律の権限は、統帥権に包含されているとみるべきものであって、本条の「編制」は、もっぱら外部的編制を意味する。
軍隊の編制及び常備兵額については、外国においては、おおむね法律をもって定めることを要するものとし、イギリスのように、毎年、議会の議決を要するものとしているものがある。他方、大日本帝国憲法においては、これを天皇の大権に属せしめ、帝国議会の議決を要しないものとしている。ただし、官制大権（10条）が法律及び予算によって制限されるのと同様に、本条の大権についても、帝国議会の予算議定権によって、間接の制限を受ける。
陸海軍の編制及び常備兵額を定める命令は、必ず勅令であることを要し、軍令をもって定めることはできない。なぜなら、軍令は、統帥権に基づく命令であり、本条の大権は統帥権の外にあるものだからである。ただし、内部的編制については、軍令をもって定めることができる。

## 関連条文
- 大日本帝国憲法第11条
- 大日本帝国憲法第13条
- 大日本帝国憲法第55条
- 日本国憲法第9条